# Orthotylus knighti
Orthotylus knighti är en insektsart som beskrevs av Van Duzee 1916. Orthotylus knighti ingår i släktet Orthotylus och familjen ängsskinnbaggar. Inga underarter finns listade i Catalogue of Life.